# Orazione nell'orto (Correggio)

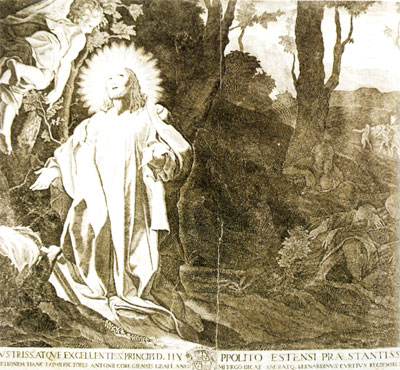
L'incisione di Bernardino Curti

L'Orazione nell'orto è un dipinto a olio su tavola (38x41 cm) di Correggio, databile al 1524 circa e conservato ad Apsley House a Londra.

## Storia
La piccola tavola, che oggi versa in un cattivo stato di conservazione, fu ammirata a Reggio Emilia da Vasari che ne diede una bella descrizione: "un quadretto di grandezza di un piede, la più rara e bella cosa che si possa vedere di suo di figure piccole, nel quale è un Cristo ne l'orto: pittura finta di notte, dove l'Angelo aparendogli, col lume del suo spendore fa lume a Cristo, che è tanto simile al vero che non si può né immaginare né esprimere meglio. Giuso a piè del monte, in un piano, si veggono tre Apostoli che dormano, sopra a' quali fa ombra il monte dove Cristo òra, che dà una forza a quelle figure che non è possibile; è più là, in un paese lontano, finto l'apparire della aurora; e si veggono venire da l'un de' lati alcuni soldati con Giuda: e nella sua piccolezza questa istoria è tanto bene intesa, che non si può né di pazienza né di studio per tanta opera paragonalla".
Negli anni ottanta del Cinquecento si trovava nella stessa città presso Rodolfo Signoretti, presso cui l'avevano presumibilmente ammirata e studiata Lelio Orsi (che la cita nel Cristo tra le croci Archiviato il 5 marzo 2016 in Internet Archive.), Tiziano, Lomazzo, El Greco e Annibale Carracci.
Una fonte del tempo (1582) narrò che dell'opera circolava “notizia in Spagna e a Roma” e che sia Filippo II di Spagna che Alfonso II d'Este avevano provato ad acquistarla.
Fu invece un nobile milanese, Pirro Visconti a riuscire, intorno al 1587, ad aggiudicarsi l'ambito dipinto e a portarlo a Milano presso la sua villa a Lainate. A Milano l'opera ebbe un'eccezionale fortuna incontrando il favore del clima profondamente religioso dell'era borromaica: la citò ad esempio Giulio Campi in un dipinto oggi alla Pinacoteca Ambrosiana, mentre san Carlo Borromeo ne teneva una copia nella stanza dove morì.
Da casa Visconti passò al Marchese di Caracena e quindi fu portata in Spagna entro la fine del Seicento, dove più tardi la ammirò Mengs. Infine giunse in Inghilterra presso il Duca di Wellington.
Un'antica incisione di Bernardino Curti attesta che la parte destra del dipinto, oggi illeggibile, conteneva nello sfondo le figure di Giuda e dei soldati che avanzavano con le fiaccole per catturare il Cristo, come dopotutto ricordava già Vasari.

## Descrizione e stile
Sullo sfondo di un'ombrosa foresta, rischiarata da una lontana alba a destra, Cristo, a sinistra, è inginocchiato col capo levato e le braccia aperte per ricevere l'apparizione dell'angelo. Si tratta di una'apparizione innanzitutto luminosa, che rischiara il volto e la candida veste di Cristo, in contrapposizione agli apostoli addormentati sulla destra. Le luci delle fiaccole sullo sfondo, infine, sottolineavano l'arrivo imminente di Giuda e dei soldati.
L'opera è organizzata intorno a una calibratissima distribuzione della luce che si articolava in divina (quella del Cristo) naturale (quella dell'aurora) e artificiale (quella delle fiaccole), oggi molto meno percepibile che in passato. Si tratta di un vero e proprio tour de force compositivo, date anche le ridotte dimensioni della tavola, che avrebbe, insieme alla Notte di Reggio, fondato la fortuna del Correggio come maestro nel dipingere immagini “finte di notte”.
La composizione si distacca nettamente dalla tradizione, mettendo in scena una composizione asimmetrica e, soprattutto, scandita in profondità, grazie all'apertura paesistica che, assieme allo scorcio degli apostoli, guida lo sguardo dello spettatore in lontananza. Cristo inoltre è in primo piano, non più di spalle o di profilo, ma direttamente rivolto verso l'osservatore. Una scelta, attentamente studiata dal Correggio nel disegno preparatorio, che contribuisce a rendere questa immagine particolarmente comunicativa, evocando le affinità tra la figura del Cristo e la tradizionale iconografia del Vir dolorum. Anche la rappresentazione dell'angelo presenta uno scorcio tanto ardito da permettere all'osservatore di vederne l'espressione del volto e il gesto rivolto al Cristo.
Cristo si distingue per l'intensa espressione del "moto dell'animo", ovvero la ricerca di un'espressione realistica rispetto alla situazione vissuta, in questo caso angoscia, paura, dolore, ma anche dolce e remissiva accettazione della volontà divina. La possibile ispirazione nordica di qualche dettaglio, legata alle incisioni allora diffusissime, in generale non diminuisce l'eccelsa capacità inventiva dell'artista.